# Doktor Liza
Doktor Liza (russisk: Доктор Лиза) er en russisk spillefilm fra 2020 af Oksana Karas.

## Medvirkende
- Tjulpan Khamatova
- Konstantin Khabenskij
- Andrzej Chyra
- Andrej Burkovskij
- Aleksej Agranovitj